# Théophile Robert
Paul-Théophile Robert, meglio noto solo come Théophile Robert (Bienne, 12 agosto 1879 – Neuchâtel, 24 febbraio 1954), è stato un pittore svizzero.
Faceva parte di una dinastia di artisti, che comprendeva il nonno Aurèle Robert, il prozio Louis Léopold Robert, il padre Léo-Paul Robert e i fratelli
Philippe e Paul-André Robert.

## Biografia

### Nascita e formazione
Théophile Robert nacque il 12 agosto 1879 a Bienne, in Svizzera, dal pittore Léo-Paul Robert.
Fu proprio il padre ad impartirgli la prima formazione artistica, per poi passare dal 1896 al 1897 nello studio del decoratore inglese Clement Heaton a Neuchâtel e successivamente dal 1898 al 1899 nello studio del pittore svizzero Eugène Burnand a Montpellier. Dal 1899 proseguì la sua formazione a Firenze, alla locale Accademia di Belle Arti, per poi passare a studiare a Parigi dal 1900. Nella capitale francese inizia i propri studi all'Accademia Colarossi con Gustave Courtois e Raphaël Collin, poi frequenta le botteghe di Pascal Dagnan-Bouveret e Luc-Olivier Merson, prima di entrare in quella di Jean-Léon Gérôme all'École des Beaux-Arts dal 1902, completando successivamente la sua formazione parigina nei laboratori di Jacques-Émile Blanche, René-Xavier Prinet e Antonio de la Gandara.

### Carriera artistica
Nel 1907 tornò in patria e si stabilì a Saint-Blaise, dove sperimentò diversi modelli artistici sull'influenza di pittori come Paul Cézanne, Ferdinand Hodler e Maurice Denis. Entrò a far parte della scena artistica svizzera ed espose più volte in Germania (a Jena, Dresda, Lipsia e Berlino) e proprio nella capitale tedesca trascorse diversi mesi nel 1908 e 1909. Nel 1918 si trasferì nuovamente a Parigi e lì entrò a contatto con la corrente artistica del Purismo tramite l'amicizia con gli artisti puristi Amédée Ozenfant e Charles-Édouard Jeanneret (Le Corbusier), nonché con André Lhote, Gino Severini e Roger Bissière.
A partire dagli anni '20, con opere come Domenica d'estate (Dimanche d'été, 1921), iniziò il successo internazionale di Théophile Robert: espose ai vari saloni parigini e firmò un contratto con la celebre Galleria Druet dal 1922 al 1928; le sue opere furono esposte in Belgio, Germania e Giappone.
Nel 1929 ritornò a Saint-Blaise e dal 1930 risiedette stabilmente in Svizzera, dedicandosi alla decorazione religiosa; a questa attività l'artista si era già brevemente avvicinato nel 1912 a Lucerna e dopo averla ripresa la proseguì fino alla seconda guerra mondiale. Negli ultimi anni della sua produzione, invece, vi fu un ritorno ai motivi e allo stile utilizzati negli anni '20.

### Vita privata e morte
Si sposò nel 1908 con Agnès Miéville. Morì a 74 anni il 24 febbraio 1954 a Neuchâtel.

## Stile
L'attenzione verso la composizione è l'elemento che caratterizzò tutta l'opera pittorica di Théophile Robert.
Agli inizi, Théophile rimase fedele agli insegnamenti paterni e a quelli di Eugène Burnand, concentrandosi quindi su un modello di realismo artistico; tuttavia, la conoscenza dell'arte di Paul Cézanne nel 1904 fu un momento di rivoluzionaria influenza per l'artista, che da allora iniziò immediatamente a creare una serie di nature morte. Successivamente entrò in contatto con gli stili artistici di Maurice Denis, Ferdinand Hodler e Cuno Amiet, che proponevano un'attenzione alla linea e alle tinte piatte; l'artista si cimentò allora in questa direzione e nei primi anni vi era il tentativo di far conciliare la pittura decorativa nello stile di Denis e la costruzione dei volumi per colore nello stile di Cézanne. Ancora, in altri casi si nota la volontà dell'artista di voler sperimentare più generi, come il Cubismo, il Fauvismo e il Primitivismo.
Successivamente vi fu una svolta "neoclassica" con riferimenti a Jean-Auguste-Dominique Ingres e incoraggiata dalla scena degli artisti puristi a Parigi. I soggetti si avvicinano alla tradizione della pittura storica, sono spesso nudi e vi è un trattamento monumentale delle figure, che mira a una plasticità basata sulla linea e sui valori.
Il ritorno in Svizzera e la crisi economica segnano un riorientamento dell'artista verso la pittura monumentale e di chiesa, diventando l'emblema di una modernità accettabile nell'arte religiosa. Svolta che si fermerà negli ultimi anni, con l'artista che terminerà la propria carriera ritornando alle opere da cavalletto e allo stile e ai temi che lo portarono al successo negli anni '20.